# Bernardo Antonio Vittone
Bernardo Antonio Vittone (Torino, 19 agosto 1704 – Torino, 19 ottobre 1770) è stato un architetto italiano.

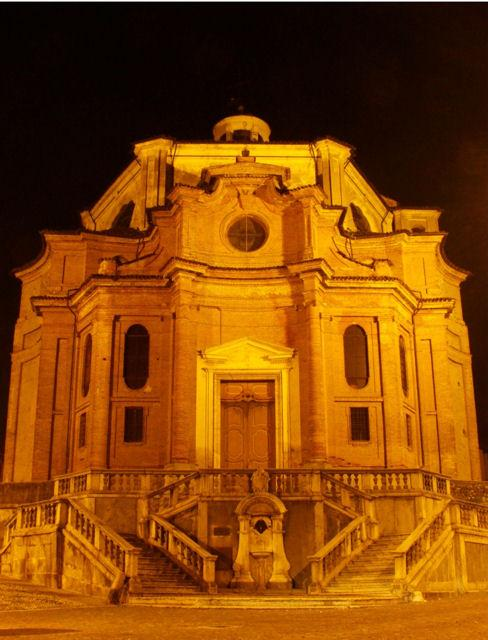
La chiesa parrocchiale di Grignasco ad opera di Bernardo Antonio Vittone

Era figlio del mercante in stoffe Giuseppe Nicolao Vittone (discendente a sua volta da tessitori originari di Cambiano nel chierese) e di Francesca Maria Comune, sorella di Cristina Maria Comune, sposa dell'architetto Giovanni Giacomo Plantery.
È comunemente considerato uno dei maggiori esponenti del Barocco piemontese, insieme a Guarino Guarini, Filippo Juvarra, Benedetto Alfieri.

## Biografia
In giovane età rimase orfano del padre e crebbe con il fratello Filiberto Matteo, canonico del Duomo di Torino, il quale gli diede, seguendo le volontà testamentarie paterne, un'accurata educazione. La casa torinese dei Vittone, con la bottega di tessuti, prospettava su Piazza delle Erbe, dal lato settentrionale, con un portico di origini medioevali.
Il fratello canonico e probabilmente lo zio materno, l'architetto Giovanni Giacomo Plantery (Sindaco di Torino nel 1726 e nel 1751), si occuparono della sua formazione, iniziandolo allo studio dell'architettura. Fu probabilmente il fratello canonico a presentare Bernardo all'architetto Filippo Juvarra, verso la metà degli anni venti. Il debito dell'architetto torinese nei confronti di Juvarra e è stato più volte  confermato dallo stesso Vittone nei suoi scritti (dove lo definì "il mio maestro"). Negli stessi anni Vittone fu anche allievo dell'architetto Giuseppe Nicolis di Robilant, di cui rimane soltanto un'attestazione firmata. Nell'anno accademico 1724-25 è testimoniata la sua presenza come allievo del corso di matematica tenuto dall'abate Ercole Corazzi all'Università di Torino, dove partecipò ad un'esercitazione progettuale sulla certosa di Collegno, allora in corso di progettazione da parte di Filippo Juvarra (Binaghi, 2016, p. 87), assieme ad Ignazio Castelli e ad altri allievi. Avviatosi alla professione di architetto (il primo progetto certo è il palazzo Rubatti in contrada di Po a Torino risalente al 1727), Vittone fu probabilmente anche coinvolto in cantieri juvarriani.
Recuperato nel settembre 1731 l'intero asse ereditario della sua famiglia, un mese dopo fu a Roma per partecipare al Concorso Clementino indetto dall'Accademia nazionale di San Luca per il 1732. Il tema, una città in mezzo al mare, venne affrontato dall'architetto con grande abilità; il risultato gli valse il primo premio, l'ingresso quale Accademico di merito all'Accademia e un notevole incoraggiamento in denaro da parte del sovrano sabaudo.
Durante il soggiorno romano ebbe modo di studiare dove ebbe agio di studiare le opere antiche e quelle dei grandi maestri del Barocco, Bernini e Borromini.
Ebbe modo di partecipare con un progetto al concorso per la facciata della basilica di San Giovanni in Laterano; eseguì il disegno di un tempio dedicato a Mosè;realizzò numerose copie da disegni originali di Carlo Fontana posseduti dal cardinale Alessandro Albani. Tali disegni, assieme all'esperienza juvarriana, costituirono elementi fondamentali della sua formazione.
Ripartì per il Piemonte nella primavera del 1733 con una tappa a Firenze.
Tornato a Torino ricevette dai padri Teatini l’incarico di curare l’edizione di Architettura Civile, il trattato di Guarino Guarini, avendo modo di avvicinarsi all'opera dell'architetto che aveva dato inizio alla scuola piemontese del barocco.  Negli anni successivi intraprese la professione di architetto in proprio e insegnò nel contempo Matematica ed Architettura Civile presso il Collegio delle Province, il cui palazzo torinese fu innalzato da lui stesso (1736 e segg.).
Alla morte di Juvarra alcuni suoi cantieri, quali la Chiesa di Sant'Andrea a Chieri, furono portati avanti da Vittone in totale autonomia progettuale. Anche taluni committenti di Juvarra, come i conti Roero di Guarene e Solaro di Govone, furono successivamente in rapporti con Vittone.
Nel 1738 entrò nel suo studio come allievo il dotato Giovanni Battista Borra, destinato ad una luminosa carriera di archeologo, disegnatore e architetto, tra Medio Oriente, Inghilterra e Piemonte. Negli stessi anni Vittone si avvalse di altri collaboratori, tra i quali spicca l'architetto carignanese Giovanni Battista Galletto, curiosa figura di erudito, esperto di scienze cabalistiche, al limite dell'esoterico, autore del saggio finale delle vittoniane Istruzioni diverse (1766).
Vittone fu autore di progetti per edifici seriali di servizio (ospizi, collegi, ospedali, trasformazione del palazzo dell'Università di Torino, il non realizzato Complesso diocesano di Pinerolo), ma è noto soprattutto per le sue celebri chiese, in particolare quelle a pianta centrale, di grande inventiva, dove la luce gioca un ruolo essenziale nell'animare quasi magicamente le strutture interne e nelle quali si può vedere l'influenza delle ardite cupole guariniane. In alcuni casi (Santuario del Valinotto, San Bernardino a Chieri, Santa Chiara a Bra,) il flusso luminoso, filtrato dalle aperture, è frutto di un'immagine simbolica (il Nome di Gesù raggiante, ad es., in San Bernardino). A Bra il Vittone progetterà anche parte del palazzo municipale (1732).
A partire dal 1750 circa, il suo linguaggio, dapprima segnato dalle meraviglie "alla Bernina" fatte di luci nascoste e misteriose, lasciò il passo a una luminosità specchiata e trionfante, in sintonia con il mutamento generale del gusto verso un classicismo alla francese presente in misura senz'altro più cospicua nell'architettura di Benedetto Alfieri.
Lavorò principalmente in Torino e provincia, ma anche in altre zone del Piemonte sabaudo (compresa Nizza).
Negli anni ebbe numerosi allievi e collaboratori, come Tommaso Guerrino, Pietro Bonvicini, Luigi Michele Barberis, Mario Ludovico Quarini, Giovanni Battista Borra, Giacomo Maria Contini; ad alcuni di loro trasmise anche la vocazione alla ricerca teorica. Il giovane architetto milanese Marcellino Segré, nell'atto di presentarsi a Giuseppe Piermarini per lavorare alla villa Reale di Monza, vantò tra i suoi titoli di merito l'apprendistato con Vittone.
Sviluppò soprattutto negli anni sessanta, parallelamente al lavoro di architetto, l'attività di prestatore di denaro a interesse, spalleggiato in questo dal fido notaio torinese Malacria e dal suo procuratore per i beni e gli affari chieresi notaio Ottavio Talpone. In questi anni (1763-1770) Vittone ha abitazione e studio in un casino posto all'interno del palazzo dei marchesi Ferrero d'Ormea, a Torino.
Il 19 ottobre 1770, in un momento di grande attività dello studio, l'architetto venne colto da un colpo apoplettico che lo condusse alla morte nel suo appartamento di via Arsenale. Venne sepolto il 21 successivo nel sepolcro di famiglia posto nella chiesa di San Carlo a Torino. Nei mesi successivi partì una grande operazione di riscossione di crediti da parte dei misuratori dello studio, soprattutto da Contini; Bonvicini ne raccolse il testimone per quanto riguarda gli impegni con il cardinale Carlo Vittorio Amedeo Ignazio delle Lanze, mentre Giovanni Battista Galletto custodì i volumi rimasti inediti delle sue lezioni e dispense.

## I disegni
L'archivio dei disegni di Vittone fu disperso negli anni successivi alla morte. Una parte fu probabilmente comperata dall'architetto Andrea Cattaneo e passò alla sua morte nelle mani di Pelagio Palagi (oggi alla Biblioteca dell'Archiginnasio di Bologna). Altri disegni della serie appartenuta a Cattaneo finirono a Parigi agli inizi del Novecento e sono oggi raccolti in due album al Musée des Arts Décoratifs (decurtati dei disegni di mano di Cattaneo finiti in altre serie). Una terza raccolta è presente nei Musei Civici torinesi, nella serie già appartenuta all'architetto Vandone di Cortemilia. Alla Biblioteca Reale di Torino è presente inoltre un volume di tavole intitolato L'Architetto Civile, formato essenzialmente da disegni preparatori delle incisioni dei due trattati pubblicati. Gli archivi comunali e di Stato piemontesi accolgono a loro volta materiale documentario e figurativo dell'attività di Vittone, così come l'Archivio dell'Accademia di San Luca a Roma.
Le sue copie da disegni di Carlo Fontana sono importanti anche per la ricostruzione dell'archivio dei disegni di Fontana stesso, come dimostrano gli studi a questo riguardo di Hellmut Hager.

## Progetti

### Edifici religiosi

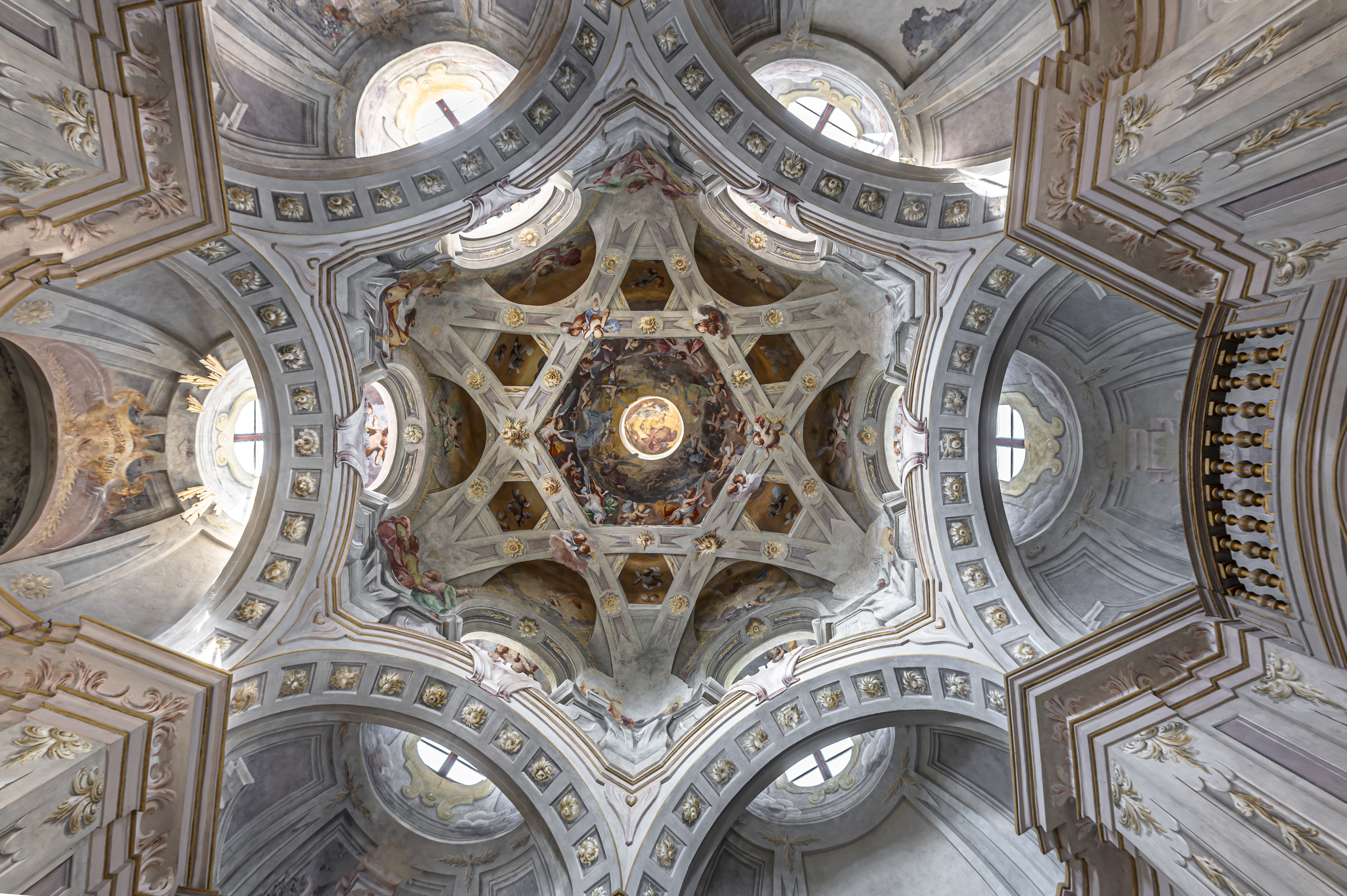
La Chiesa della Visitazione al Vallinotto

- Altare della cappella "del Crocifisso" nella Chiesa dell'Immacolata Concezione a Torino
- Chiesa per le monache di Santa Maria Maddalena di Alba (1730-1735)
- Chiesa Parrocchiale di Santa Maria della Neve a Pecetto Torinese (1730)
- Altar maggiore della parrocchiale a Govone (1735)
- Altar maggiore della confraternita di Caramagna (1736)
- Santuario del Valinotto a Carignano (1738-1739)
- Coro e sacrestia della Madonna degli Angeli, a Chivasso (1740-1745)
- Chiesa dei Santi Vincenzo e Anastasio a Cambiano - Facciata (1740-1741)
- Cupola della Chiesa dei Santi Bernardino e Rocco, in Piazza Cavour, a Chieri (1740-1742)
- Chiesa parrocchiale di Foglizzo (1741- 1742)
- Chiesa dei Santi Marco e Leonardo nell'antica Piazza d'Armi (oggi Piazza Vittorio Veneto) di Torino (1741-1742, poi demolita nel 1810)
- Chiesa di San Gaetano (ora Cappella della Misericordia) e convento dei Teatini a Nizza Marittima (Francia, 1741)
- Arredamento per la sacrestia (1738) e altare della cappella del Beato Vincenzo de' Paoli (1742), dentro la Chiesa dell'Immacolata Concezione (Cappella di Via Arcivescovado), a Torino
- Chiesa parrocchiale di Santa Maria Maggiore a Racconigi, completamenti interni (1741-1770)
- Chiesa di Santa Chiara, a Bra (1742)
- strutture annesse alla sacrestia della Chiesa di San Giovanni Decollato e della Misericordia, a Torino (1742)
- Chiesa di Santa Chiara, a Torino (1742-1745)
- Organo e refettorio della Chiesa di Sant'Andrea, a Chieri (1743)
- Icona, baldacchino e altare maggiore della Chiesa dell'Annunziata, Torino (1743-1745)
- Tribune e sacrestia della chiesa dell'Annunziata, a Torino (1745)

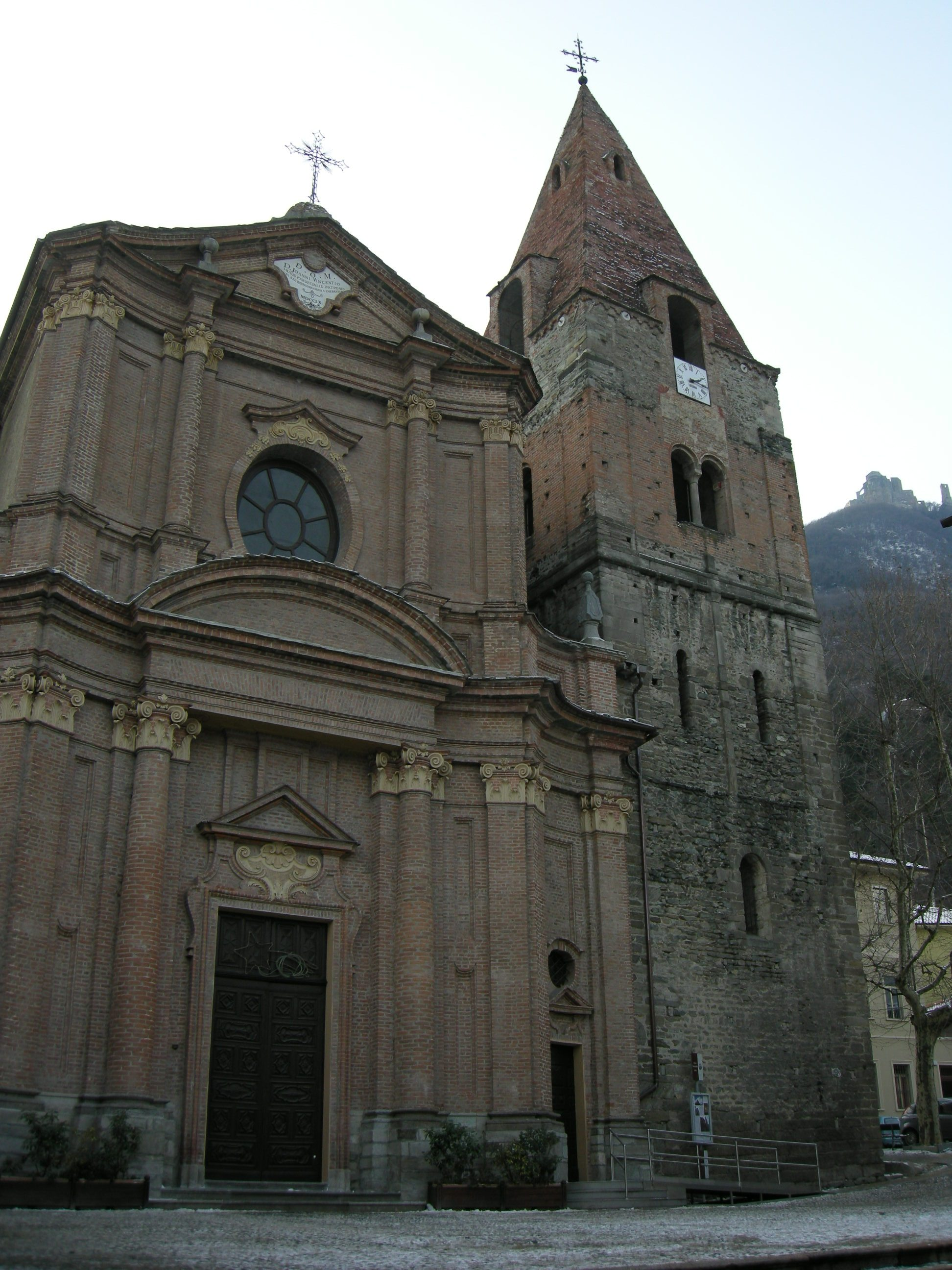
La Chiesa di San Giovanni Vincenzo a Sant'Ambrogio di Torino (anno 1763)

- Coro e sacrestia della chiesa di San Rocco, a Pinerolo (1745)
- Completamento del Seminario di Vercelli (1746)
- Progetto e costruzione del presbiterio (1747) e dell'aula (1748) della chiesa di Santa Maria di Piazza, a Torino
- Altare centrale del Santuario di Sant'Ignazio a Lanzo Torinese, con statue di Ignazio Perucca, 1748
- Ricostruzione della chiesa e del Monastero di Santa Maria Maddalena, a Mondovì (1749-1755)
- Cupola, decorazioni e campanile della Chiesa di Sant'Antonio Abate, a Torino (1749-1752)
- Completamento dell'altare maggiore del Santuario della Madonna degli Angeli (modifica un precedente modello di Juvarra realizzato in parte), a Cuneo (1750)
- Cupola della Chiesa Parrocchiale di San Germano, a San Germano Vercellese (1750)
- Chiesa di Santa Maria Assunta a Grignasco (1750)
- Chiesa di Santa Maria di Piazza, a Torino (1751-1754)
- Facciata della Chiesa di San Giorgio, a Chieri (1752)
- Chiesa di Santa Croce, a Villanova Mondovì (1755)
- Altar maggiore della chiesa di San Rocco, a Torino (1755)
- Chiesa di Santa Chiara, a Vercelli (1754-1757)
- Chiesa di San Michele Arcangelo a Rivarolo Canavese (progetto del 1758, cupola realizzata con la collaborazione di Giovanni Battista Borra, l'edificio è stato portato a termine dall'architetto Pietro Bonvicini dopo la morte di Vittone).
- Chiesa di San Giovanni Vincenzo a Sant'Ambrogio di Torino (1759-1763)
- Progetto della Parrocchiale del Santissimo Salvatore a Borgomasino (1760)
- Completamento e facciata del  Santuario di Graglia (Biella) (1760-1769)
- Ampliamento della chiesa di San Nicola e dell'Assunta, a Montanaro (1758-1764)
- Ampliamento dell'abside della Cattedrale di Santa Maria Assunta e di San Gottardo a Asti (1764)
- Chiesa di San Michele Arcangelo di Borgo d'Ale (1771-1778)
- Rifacimento della Chiesa dell'Abbazia di Fruttuaria a San Benigno Canavese (1770), insieme a Mario Ludovico Quarini.
- Cappella dedicata a San Luigi Gonzaga, nel cimitero in frazione Corteranzo di Murisengo (provincia di Alessandria|AL) (1770)
- Cappella Anselmetti, a Torino

### Edifici civili
- Palazzo del Collegio delle Province a Torino in Piazza Carlina (1737).
- Villa Giriodi di Monastero a Costigliole Saluzzo (1740).
- Ospizio della Carità a Casale Monferrato (iniziato nel 1740).
- Ospizio dei catecumeni in Piazza Vittorio Veneto a Pinerolo (1740).
- Ospizio di Carità di Carignano (1744-1760)
- Palazzo Comunale a Bra.
- Orfanotrofio femminile di Chieri (1744)
- Il Teatro anatomico per l'ospedale di San Giovanni Battista di Torino (1757). Quest'opera andò distrutta.
- Campanile civico (o di Santa Marta) in Montanaro (1768-1772). (Opera conclusa da Mario Ludovico Quarini)

## Scritti
- L'architettura civile, Torino, 1737 (come curatore dell'edizione del manoscritto di Guarino Guarini).
- Istruzioni elementari, Lugano, Agnelli, 1760 (ristampato nel 2008, a cura di Edoardo Piccoli, Editrice Librerie Dedalo).
- Istruzioni diverse, Lugano, Agnelli, 1766.